# Альмагро, Диего де (сын)
Дие́го де Альма́гро младший (1522, Панама — 27 ноября 1542, Куско) — испанский конкистадор, организатор заговора с целью убийства Франсиско Писарро. После организации восстания в Перу при губернаторе Кристобале Вака де Кастро был фактическим правителем в колонии.

## Биография
Диего де Альмагро младший, или «Диего де Альмагро второй», или, как его ещё называли, «эль Мосо» (el Moso, с исп. — «парень») родился в семье испанского конкистадора Диего де Альмагро и индеанки из Панамы. Имя получил в честь отца.

### Участие в конкисте Америки
В 1531 году эль Мосо сопровождал своего отца в экспедиции в Перу в составе отряда из сотни испанцев, которая захватывала север Империи Инков. В это время Франсиско Писарро отправился на юг, где устроил резню в Кахамарке и захватил в плен Инку Атауальпу. Альмагро вместе со своим отцом попал в Кахамарку только к 1533 году и не участвовал в разделе выкупа Атауальпы. Впоследствии люди Альмагро на всех получили лишь 20000 песо золотом, в то время как только Писарро получил 57220 песо. Диего Альмагро младший всюду сопровождал своего отца, вскоре между ними и братьями Писарро произошёл конфликт.
В 1534 году король Испании разделил завоёванные территории на 2 губернаторства — Новую Кастилию (на территории нынешнего Перу, между 1-й и 14-й параллелями), губернатором которой стал Писарро, и Новый Толедо (нынешнее Чили, между 14-й и 25-й параллелями), отданный Альмагро старшему. Большую часть доставшихся Альмагро в управление территорий ещё предстояло исследовать и завоевать, и 3 июля 1535 года он отправился из Куско на юг. Однако там он не нашёл золота, которое стремился найти, и при этом натолкнулся на упорное сопротивление индейцев, что вынудило Альмагро, дойдя до 30 градуса южной широты, повернуть обратно в сентябре 1536 года.

### Борьба с братьями Писарро
Когда в 1537 году Альмагро вернулся, в Перу шло антииспанское восстание, которое возглавил Манко Инка Юпанки. Воспользовавшись тяжёлой для Писарро ситуацией, Альмагро захватил Куско и нанёс поражение армии, которую возглавляли братья Писарро, Эрнандо и Гонсало; братья Писарро были захвачены в плен, а Альмагро 8 апреля 1537 года провозгласил себя новым губернатором Перу. 12 июля он разгромил армию Алонсо де Альварадо, которая прибыла, чтобы освободить братьев Писарро из плена. Гонсало Писарро и Алонсо де Альварадо удалось бежать из плена Альмагро. Писарро начал переговоры с Альмагро, стремясь оттянуть время; в конце концов, ему удалось уговорить Альмагро отпустить Эрнандо и отправить в Испанию по несколько офицеров с обеих сторон для окончательного улаживания конфликта. Но после освобождения своего брата Писарро нарушил перемирие и продолжил войну с Альмагро, положение которого стало ещё затруднительнее из-за начавшейся у него болезни; 26 апреля 1538 года у Куско произошло решающее сражение, в котором победил Писарро. Альмагро попал в плен, был приговорён к смерти и 8 июля обезглавлен.
Эль Мосо поклялся отомстить за смерть своего отца, организовал убийство Франсиско Писарро, после чего объявил себя новым губернатором Перу. Однако его правление запомнилось репрессиями, в отношении сторонников Писарро, самый ярким эпизодом которых была казнь Антонио Пикадо (который был секретарем Писарро). Впоследствии, не получив поддержки большей части населения Лимы, вынужден был бежать в Куско вместе с Диего Мендесом.
Восстание Диего де Альмагро младшего стало первым актом неповиновения в Перу.

### Гибель
Вскоре в Перу прибыл Кристобаль Вака де Кастро, уполномоченный занять губернаторский пост Перу в случае смерти Франсиско Писарро. Заняв губернаторский пост, Вака де Кастро принял решительные меры для подавления восстания Альмагро младшего. Гонсало Писарро предлагал свою помощь в подавлении восстания, но Вака де Кастро отверг это предложение. 16 сентября 1542 года состоялось решающее сражение при Чупасе, в котором Альмагро-младший потерпел поражение, пытался бежать, но был захвачен в плен. Альмагро и Мендеса привели в цепях к Куско. Диего по приказу Эрнандо Писарро был отправлен в Лиму под охраной Алонсо де Альварадо, где под давлением семьи Писарро губернатор Вака де Кастро приказал казнить Диего де Альмагро. Вака де Кастро посетил их в камере, с целью расследовать причины их восстания. Альмагро пояснил, что он восстал против не короля, а с целью защиты своего законного имущества. После исповеди и получения причастия Альмагро подошёл к виселице и на эшафоте попросил быть похороненным с его отцом, где впоследствии и был погребён.